# 한범수

한범수(韓範洙, 1911년~1984년)는 한국의 해금, 퉁소, 대금의 명인이다. 충남 부여출생이다. 대금산조의 창시자 박종기에게 대금을 배웠는데, 박종기의 산조 가락을 다듬어 새로운 한범수류대금산조를 완성했다. 또한, 자신의 대금산조 가락을 해금에 맞게 개발해 새로운 해금산조도 만들었다. 오늘날 한범수류 대금산조와 해금산조는 활발히 연구, 전승되고 있다.